# Plasia
Plasia (del griego plasis — "acción de moldear" o "formación") es el desarrollo y diferenciación de las células, de los tejidos o de los órganos de los seres vivos. Se usa como sufijo (-plasia) para crear otros términos en biología y medicina.

## Tipos
- Acondroplasia
- Anaplasia
- Angiodisplasia
- Aplasia
- Condrodisplasia
- Desmoplasia
- Discondroplasia
- Disembrioplasia
- Displasia
- Epidermodisplasia
- Eritroplasia
- Euplasia
- Fibrodisplasia
- Fibroplasia
- Heteroplasia
- Hiperplasia
- Hipoplasia
- Histodisplasia
- Leucoplasia
- Metaplasia
- Mieloaplasia
- Morfodisplasia
- Neoplasia
- Osteocondrodisplasia
- Osteodisplasia
- Paraneoplasia
- Proplasia
- Prosoplasia
- Pseudoneoplasia
- Retroplasia